# ТЕС Барішал (BEPC)
21°57′55″ пн. ш. 90°4′8″ сх. д. / 21.96528° пн. ш. 90.06889° сх. д.
ТЕС Барішал (BEPC) – теплова електростанція, що споруджується у Бангладеш в південній частині дельти Гангу, на березі річки Пайра. 
До 2010-х років електроенергетика Бангладеш базувалась на використанні природного газу та нафтопродуктів. Втім, у певний момент стрімке зростання попиту на тлі здорожчання вуглеводневого палива призвела до появи численних проектів вугільних електростанцій, однією з яких стала ТЕС Барішал компанії Barishal Electric Power Company Ltd, створеної структурами китайської PowerChina (96%) за незначної участі бангладеської ISO Tech Electrification Company Limited (ITECL, 4%). 
На першому етапі станція матиме один конденсаційний енергоблок потужністю 350 МВт (чиста потужність 307 МВт), який використовуватиме технологію ультрасуперкритичних параметрів пари. Основне обладнання для нього постачать китайські компанії Harbin Electric Dongfang Electric. 
Необхідне для роботи вугілля імпортуватимуть, при цьому через недостатні глибини в районі ТЕС вуглевози зупинятимуться на рейді у Бенгальській затоці, звідки паливо доправлятимуть до причалу станції 9 суден тоннажем по 7000 тон. 
Для видалення продуктів згоряння станція матиме димар заввишки 217 метрів.
Первісно запуск станції планувався на початок 2020 року, проте станом на листопад 2020-го готовність проекту становила лише 30%. 
В подальшому планується доповнити ТЕС ще одним блоком такої ж потужності. При цьому можливо відзначити, що в влітку 2020-го уряд Бангладеш розпочав обговорення плану по згортанню будівництва вугільних електростанцій або їх конверсії у газові.